# Lev bulgare
Le lev bulgare (en bulgare : лев) est l'unité monétaire de la Bulgarie depuis 1881. Son nom signifie « lion » en bulgare et il a été choisi en référence aux armoiries de la Bulgarie qui portent un lion héraldique sur fond rouge.
Le lev a connu plusieurs réformes au cours de son histoire.

## Histoire du lev bulgare
Lors de sa création, en 1881, le lev est à parité avec le franc français, la Bulgarie ayant rejoint l'Union latine. Jusqu'en août 1914, le lev est convertible en or. Il a ensuite cours forcé durant la Première Guerre mondiale. Les émissions d'espèces métalliques reprennent en 1923, le lev vaut désormais 1/5e de son cours d'avant 1915.
Durant la période communiste, le lev a connu deux périodes d'inflation galopante. La première a eu lieu en 1952 : alors que le lev était dévalué de 50 %, le nouveau régime changea la monnaie, sans en avertir la population, à raison d'un « nouveau lev » BGK pour 100 « anciens levove » BGJ de sorte que les citoyens qui possédaient de l'épargne, virent celle-ci se fondre dans les caisses de l'État communiste, qui par ailleurs interdit aux particuliers la détention d'or et de gemmes. L'humour populaire désigna ces opérations par l'acronyme « Tch.Z.L.S.D.G. » (tchézéléssédégué signifiant чудодейно заместване левове-стотинк в джобовете на гражданите : « mystère de la transformation du lev en centime dans les poches des citoyens »). 
La seconde opération de ce type s'est produite en 1962 et c'est une répétition, en moins spectaculaire, de la précédente, avec un taux de 1 « nouveau-nouveau lev » BGL pour 10 « anciens-nouveaux levove » BGK : pendant les trois décennies suivantes, le lev, non convertible, resta officiellement stable tandis qu'il se négociait au marché noir pour une valeur de 5 à 10 fois moindre.
Depuis l'ouverture du rideau de fer et l'adoption de l'économie de marché, le phénomène s'est reproduit une troisième fois par l'émission d'un nouveau lev (code ISO BGN) en 1999 (à raison d'un « lev capitaliste » BGN pour 1 000 « levove communistes » BGL), le taux de change officiel étant fixé à 1 DEM = 1 BGN, et le lev est lié à l'euro dans le cadre d'un « office de stabilisation des changes » (depuis le 1er janvier 1999) au taux de 1,95583 pour un euro qui était aussi celui du deutschemark. Il aurait dû être prêt à intégrer l'euro dans le délai prévu par les traités (soit le 1er janvier 2009 ou au plus tard à la mi-2009), mais en raison de la situation économique et de la crise, cette date a été reportée à plusieurs reprises et finalement, en septembre 2012, le ministre des finances bulgare Siméon Djankov annonce que son pays renonce à abandonner sa monnaie nationale pour l'euro, du fait de l'incertitude entourant la pérennité de la monnaie unique. Cette affirmation vient en contradiction avec le traité d'adhésion de la Bulgarie à l'Union européenne qui ne prévoit pas d'option de retrait. On se retrouve dans une « situation à la suédoise ».

### Passage à l'euro en 2026
À compter du 1er janvier 2026, la Bulgarie adoptera l'euro.

## Dans la culture populaire
Dans les trois pays que sont la Bulgarie (qui utilise le lev bulgare), la Roumanie (leu roumain) et la Moldavie (leu moldave), l'humour populaire appelle « partir à la chasse aux lions » le fait d'aller travailler,.

## Émissions monétaires

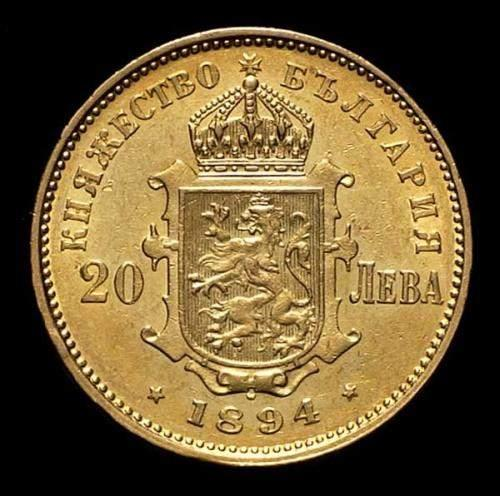
Pièce de 20 leva en or (Ferdinand Ier, prince régnant, 1894, revers).